# The Daily Telegraph (Úc)
The Daily Telegraph là một tờ báo báo khổ nhỏ hàng ngày của Úc được xuất bản ở Sydney, New South Wales bởi Nationwide News, một bộ phận của News Corp.
The Daily Telegraph được xuất bản từ thứ Hai đến thứ Bảy và có mặt khắp Sydney, trên toàn bộ vùng New South Wales, lãnh thổ Thủ đô Úc và Đông Nam Queensland. Vào ngày 19 tháng 11 năm 2010, The Daily Telegraph đã phát hành ứng dụng iPad của họ cho phép người dùng xem phiên bản tùy chỉnh của trang web.

## Lịch sử
Còn được biết đến với tên The Tele, nó được thành lập năm 1879.

## Đối tác
Vào Chủ Nhật, đối tác của nó là The Sunday Telegraph.

## Nhân viên

### Ban biên tập
Tờ Telegraph được biên tập bởi Christopher Dore.